# Raimund Bethge
Raimund Bethge (ur. 7 lipca 1941 w Schwedt) – niemiecki lekkoatleta i bobsleista reprezentujący NRD, trzykrotny medalista mistrzostw świata.

## Kariera
Początkowo Raimund Bethge uprawiał biegi płotkarskie, wielokrotnie zdobywając mistrzostwo kraju. W 1969 roku zajął piąte miejsce na lekkoatletycznych mistrzostwach Europy w Atenach. Największy sukces w karierze osiągnął w 1977 roku w bobslejach, kiedy wspólnie z Meinhardem Nehmerem, Bernhardem Germeshausenem i Hansem-Jürgenem Gerhardtem wywalczył złoto w czwórkach podczas mistrzostw świata w St. Moritz. Na rozgrywanych rok później mistrzostwach świata w Lake Placid zdobył dwa medale. Najpierw w parze z Nehmerem zdobył srebro w dwójkach, a następnie razem z Nehmerem, Germeshausenem i Gerhardtem zajął trzecie miejsce w czwórkach. Wywalczył również srebro w czwórkach na mistrzostwach Europy w Igls w 1978 roku. W 1976 roku wystartował na igrzyskach olimpijskich w Innsbrucku w 1976 roku, gdzie jego osada zajęła czwarte miejsce. Reprezentacja NRD przegrała tam walkę o podium z pierwszą osadą RFN o 1,07 sekundy. Na tej samej imprezie zajął także siódmą pozycję w dwójkach.